# Marcilly-la-Campagne

Marcilly-la-Campagne este o comună în departamentul Eure, Franța. În 1 ianuarie 2022 avea o populație de 1.117 de locuitori.